# Hiro Yamamoto
Hiro Yamamoto (Seattle, 13 aprile 1961) è un bassista statunitense di origini giapponesi, membro fondatore della band grunge dei Soundgarden, assieme a Kim Thayil e Chris Cornell, nel 1984. Lasciò il gruppo nel 1989 e un anno dopo formò la rock band Truly assieme al batterista degli Screaming Trees Mark Pickerel e a Robert Roth dei The Storybook Krooks.

## Soundgarden
Yamamoto fu il bassista e membro fondatore dei Soundgarden. Appare assieme a Cornell, Thayil e al batterista Scott Sundquist nella compilation Deep Six, e assieme a Cornell, Thayil e il batterista Matt Cameron negli EP Screaming Life, Fopp e Loudest Love, oltre che negli album Ultramega OK e Louder Than Love. Lasciò la band nel 1989 per proseguire i suoi studi alla Western Washington University. Il suo ultimo concerto con i Soundgarden fu al Melkweg di Amsterdam. Fu sostituito per un breve periodo da Jason Everman, chitarrista dei Nirvana, e successivamente da Ben Shepherd che subentrò in pianta stabile.

## Truly
Nel 1991 Yamamoto formò una band di tre elementi, Truly, assieme al batterista Mark Pickerel (Screaming Trees) e al cantante Robert Roth. I Truly pubblicarono due album in studio e una compilation di materiale inedito prima di sciogliersi nel 2000; si riunirono poi nel 2008.